# Nina Persson
Nina Perssonⓘ (Nina Elisabet Persson, Örebro, 6 de setembro de 1974) é uma cantora da Suécia, vocalista da banda sueca The Cardigans. Paralelamente aos The Cardigans, Nina faz parte da banda A Camp. 
Persson participa no álbum de tributo a Serge Gainsbourg, Monsieur Gainsbourg Revisited e em 2007 canta "Your Love Alone Is Not Enough" com os Manic Street Preachers.
Persson é casada com o compositor e músico americano Nathan Larson. Ela cantou as letras de algumas de suas músicas nas trilhas sonoras do filme de Todd Solondz, Palindromes e no filme australiano Little Fish.

## Discografia
The Cardigans
- Emmerdale (1994)
- Life (1995)
- First Band on the Moon (1996)
- Gran Turismo (1998)
- Long Gone Before Daylight (2003)
- Super Extra Gravity (2005)

A Camp
- A Camp (2001)
- Colonia (2009)

## Filmografia
- Om Gud Vill (2006)